# Ornativalva tamaricella
Ornativalva tamaricella is een vlinder uit de familie tastermotten (Gelechiidae). De wetenschappelijke naam is voor het eerst geldig gepubliceerd in 1850 door Zeller.
De soort komt voor in Europa.